# Bremerhaven
Severomořský přístav Bremerhaven tvoří spolu s Brémami, které leží asi o 60 km jižněji, německou spolkovou zemi Svobodné hanzovní město Brémy. Bremerhaven je město na úrovni okresu (kreisfreie Stadt). Žije zde přibližně 115 tisíc obyvatel.

## Geografie

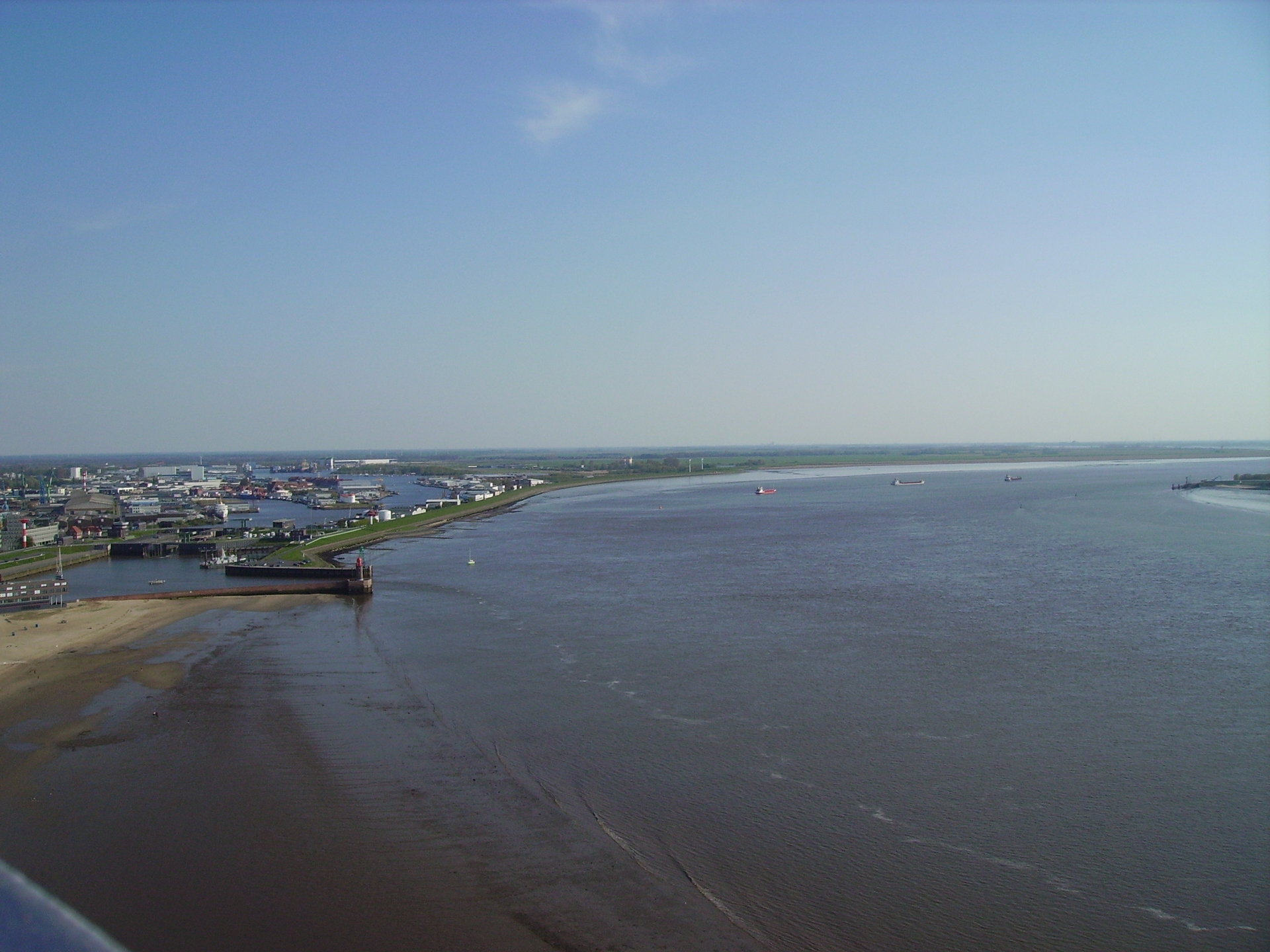
Vezera v Bremerhavenu, pohled na jih. Na levé straně je vidět soutok s mnohem menší řekou Geeste

Bremerhaven leží na soutoku řek Geeste a Vezery; Vezera nedaleko od města ústí do Severního moře. Nejvyšší bod města dosahuje 11,1 m n. m. Jeho největší rozměry jsou 17 km na délku, v nejširším místě měří asi 5 km. Ze severu, východu a jihu je obklopeno územím spolkové země Dolní Sasko. Směrem na západ, za téměř 2 km širokou Vezerou, leží město Nordenham, konkrétně jeho část Blexen.
Bremerhaven se dělí na 2 městské obvody (Stadtbezirke: Nord a Süd), ty se skládají dohromady z 9 nižších jednotek (Stadtteile), které jsou rozčleněny na dalších 23 menších částí (Ortsteile).

## Historie

### Předchozí osídlení
Nejstarší písemné zmínky o osídlení na území Bremerhavenu jsou z roku 1139 (vesnice Geestendorf a Wulsdorf). Od roku 1275 je známo sídlo Lehe, ležící severně od Geeste, které mělo maloměstská práva a místní význam jako sídlo úřadu a tržní místo. Oblast kolem ústí řeky Geeste byla dlouho předmětem střetu zájmů města Brémy a brémského arcibiskupství. V roce 1648/54 se dostalo toto území (i s celým arcibiskupstvím) pod Švédskou svrchovanost. Později ho krátce ovládali Dánové, pak se stalo součástí království Hannover.

### Vznik a počátky samotného Bremerhavenu

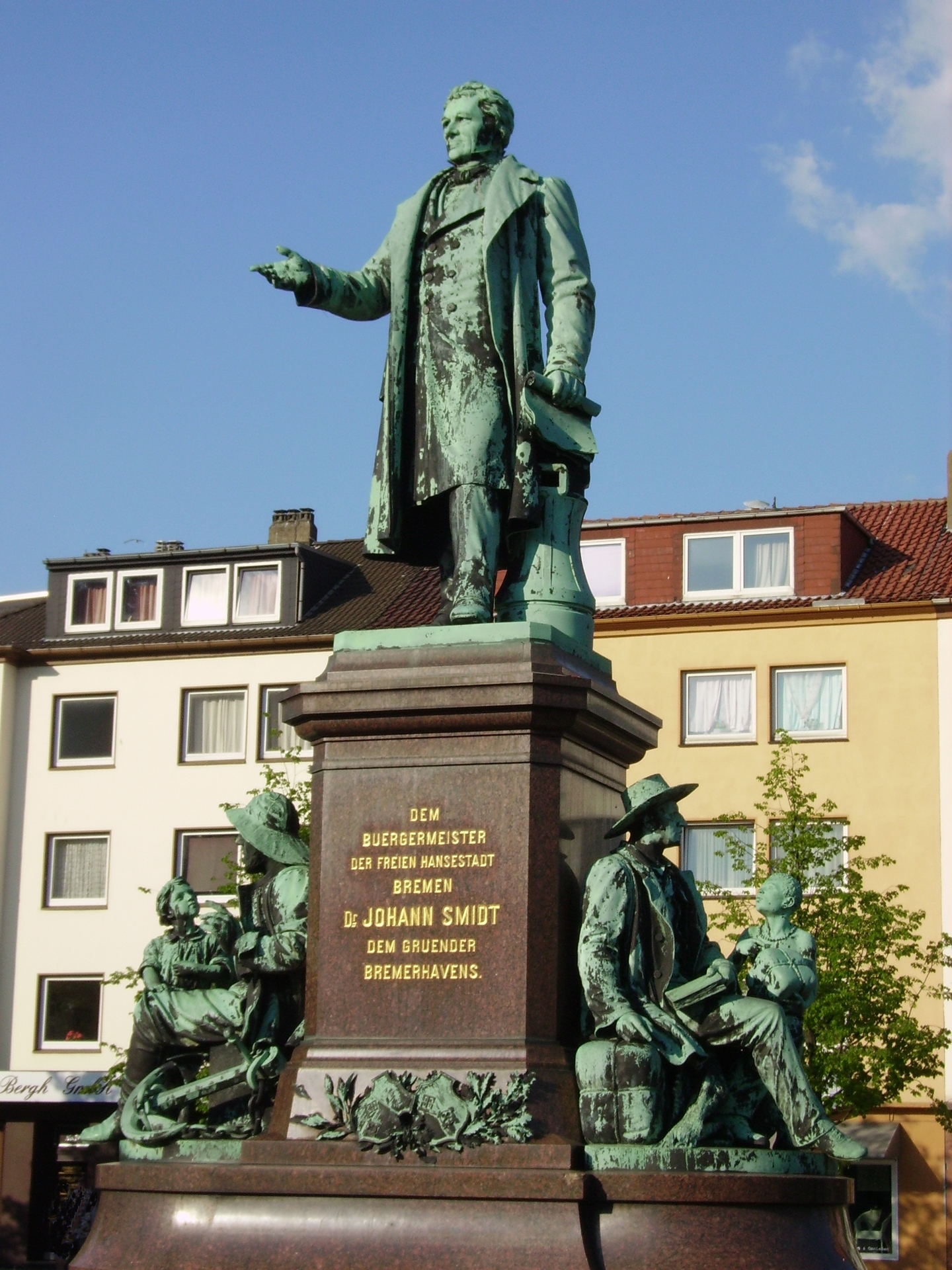
Pomník na počest zakladatele Bremerhavenu Johanna Smidta

V průběhu 18. století se ukázalo, že přístav v samotných Brémách kvůli rostoucímu zapísčení Vezery už městu nestačí, bylo třeba založit nový. V roce 1827 se Brémám podařilo od hannoverského království odkoupit území při jejím ústí (kupní smlouvu podepsali 11. ledna hannoverský král Ernst August I. a brémský starosta Johann Smidt, ten je tedy považován za zakladatele Bremerhavenu a má ve městě i svůj pomník) a zde pak byl roku 1830 dokončen starý přístav (Alter Hafen). V roce 1837 byl zaveden předběžný obecní řád pro Bremerhaven.
V roce 1845 byl hannoverským královstvím jižně od Bremerhavenu založen konkurenční přístav, od roku 1847 nazývaný Geestemünde. Mezi lety 1848 a 1852, v průběhu šlesvicko-holštýnské války, zde byla zbrojnice německého loďstva. Roku 1851 byla Bremerhavenu udělena městská práva.
Už rok předtím se z Geestemünde stala venkovská obec. Mezi lety 1861 a 1905 se území Bremerhavenu postupně zvětšovalo.

### Rozvoj města

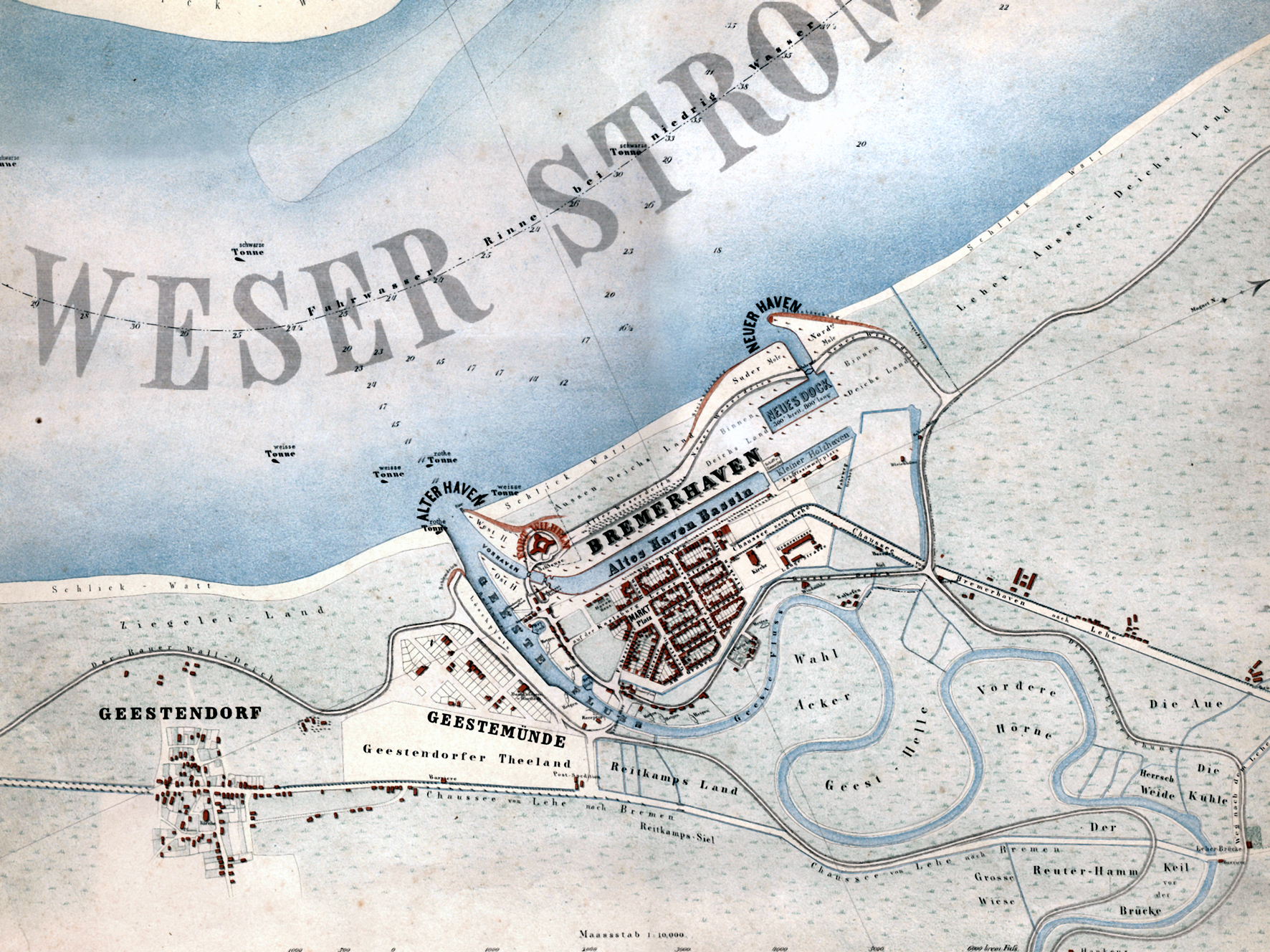
Mapa Bremerhavenu z roku 1849

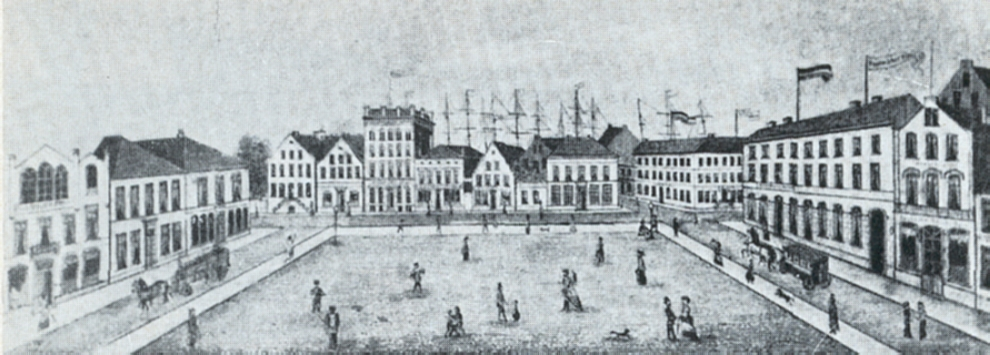
Kresba zachycující bremerhavenské tržiště (dnešní Theodor-Heuss-Platz) kolem roku 1880; pohled na západ, směrem ke starému přístavu

Velký vliv na hospodářský rozvoj města měl lodní dopravce Norddeutscher Lloyd. Bremerhavenský nový přístav (Neuer Hafen) se tak v roce 1858 stal výchozím bodem parníkového spojení s New Yorkem. Později přibyly linky do měst Baltimore a New Orleans. Roku 1862 byl Bremerhaven dráhou spojen s Brémami.
Roku 1854 byl podle architekta Simona Loschena postaven maják, o rok později byl vysvěcen „pamětní kostel starosty Smidta“ (Bürgermeister-Smidt-Gedächtniskirche), rovněž projektovaný Loschenem. Kostel byl dokončen v roce 1870. Roku 1867 bylo založeno divadlo.
11. prosince 1875 došlo k takzvané "Thomasově katastrofě" (Thomas-Katastrophe). Kanaďan William King Thomas chtěl na otevřeném moři pomocí bomby vyhodit do vzduchu emigrantskou loď Mosel, aby mu bylo vyplaceno pojistné za jeho údajně cenné zboží. K výbuchu ale došlo už při nakládání lodi. Výsledkem bylo 81 mrtvých a asi 200 zraněných. Thomas pak byl zatčen policií a spáchal sebevraždu.
V roce 1880 stanul v čele města primátor, tím získal Bremerhaven faktickou nezávislost na Brémách. Ve stejné době byla obci Lehe udělena městská práva. V roce 1883 byl Bremerhaven propojen s Brémami pomocí telefonu. Tehdy šlo o nejdelší telefonní vedení v celém Německu.
Od roku 1889 je blízká obec Geestendorf součástí Geestemünde.
Od roku 1897 zde Norddeutscher Lloyd začal provozovat svůj rychlý parník Kaiser Wilhelm der Große (pojmenován po císaři Vilémovi I.), který později získal ocenění Modrá stuha Atlantiku za nejrychlejší přeplutí Atlantského oceánu (v obou směrech). Do roku 1907 přibyly další tři parníky: Kronprinz Wilhelm (modrá stuha ve směru z Evropy), Kaiser Wilhelm II. (také dostal modrou stuhu, ale v opačném směru) a Kronprinzessin Cecilie.
Roku 1913 získala obec Geestemünde městská práva (kreisfreie Stadt - „město na úrovni okresu“), v té době měla asi 27 000 obyvatel. Stejný titul získalo v roce 1920 i sousední město Lehe.

### Období poprvní světové válce

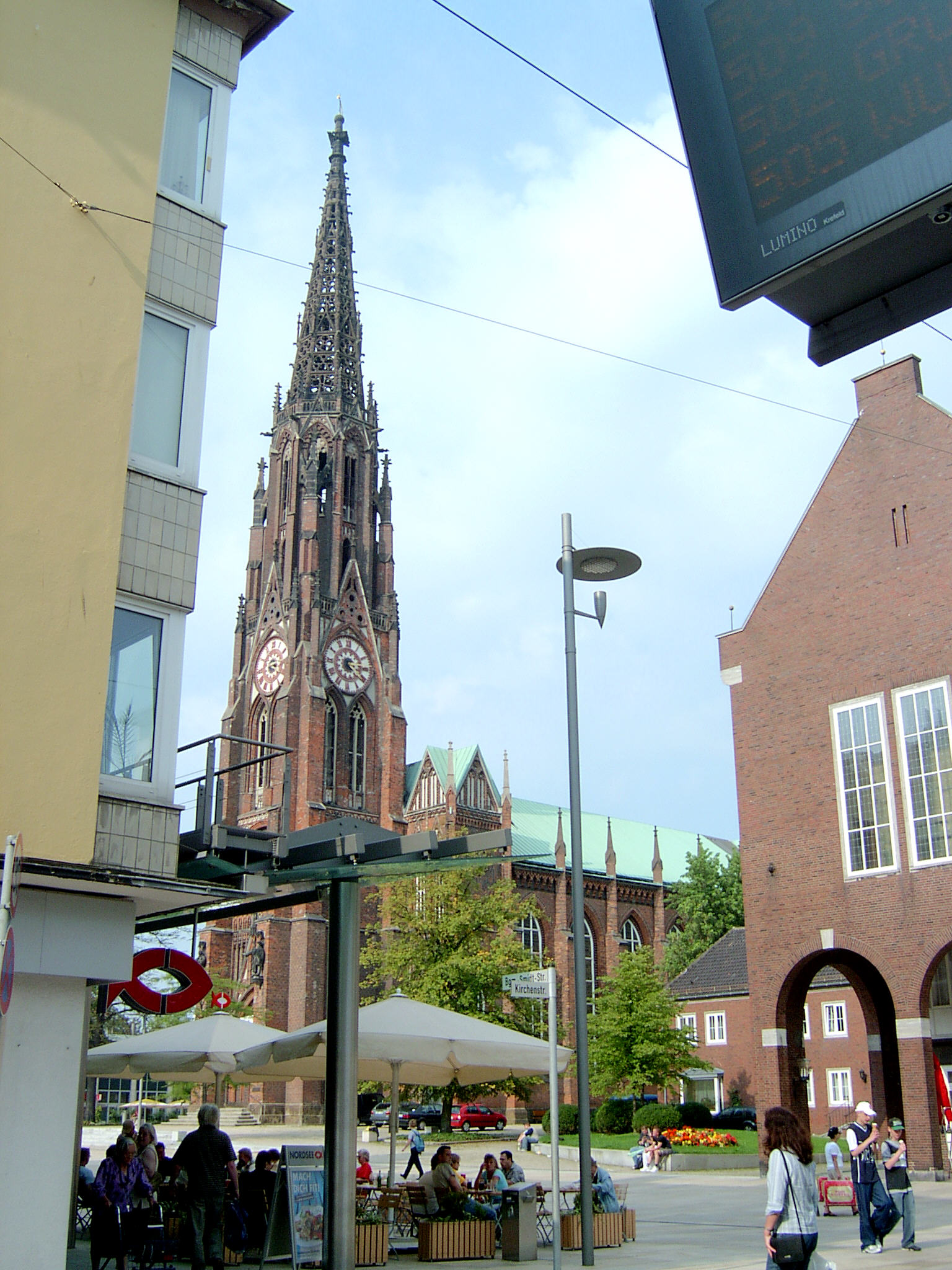
Bürgermeister-Smidt-Gedächtniskirche

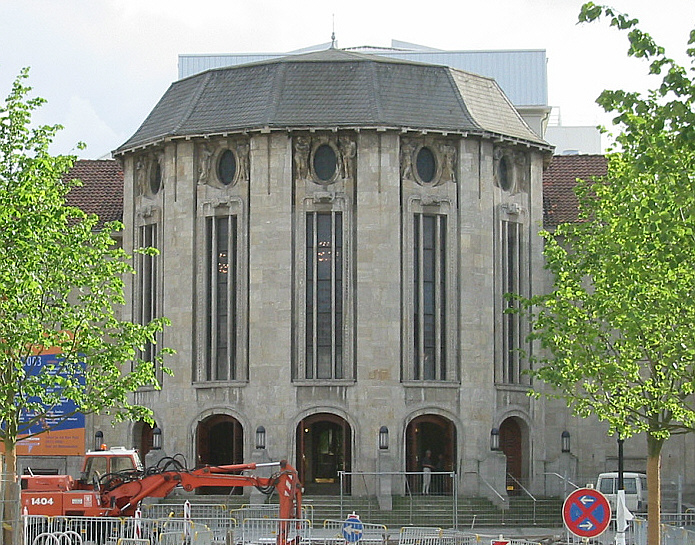
Divadlo (Stadttheater Bremerhaven)

V roce 1924 došlo ke sloučení měst Lehe (kolem 40 000 obyvatel) a Geestemünde (asi 30 000 obyv.) do nového města Wesermünde, které mělo tedy kolem 70 000 obyvatel, bylo součástí pruské provincie Hannoversko a zcela obklopovalo Bremerhaven.
V letech 1929 a 1930 získaly Modrou stuhu další parníky - Bremen a Europa.
K 1. dubnu 1938 byla na základě nacistického Nařízení o zavedení německého obecního zákoníku v obcích venkovské oblasti Brém  Oblast zámořského přístavu Bremerhaven (Stadtbremisches Überseehafengebiet Bremerhaven) připojena k Brémám a k 1. listopadu 1939 bylo město Bremerhaven na základě Čtvrtého nařízení o rekonstrukci Říše připojeno k pruské provincii Hannoversku a v jeho rámci sloučeno s městem Wesermünde a vzniklo jedno velké město s názvem Wesermünde.

### Druhá světová válkaa období po ní

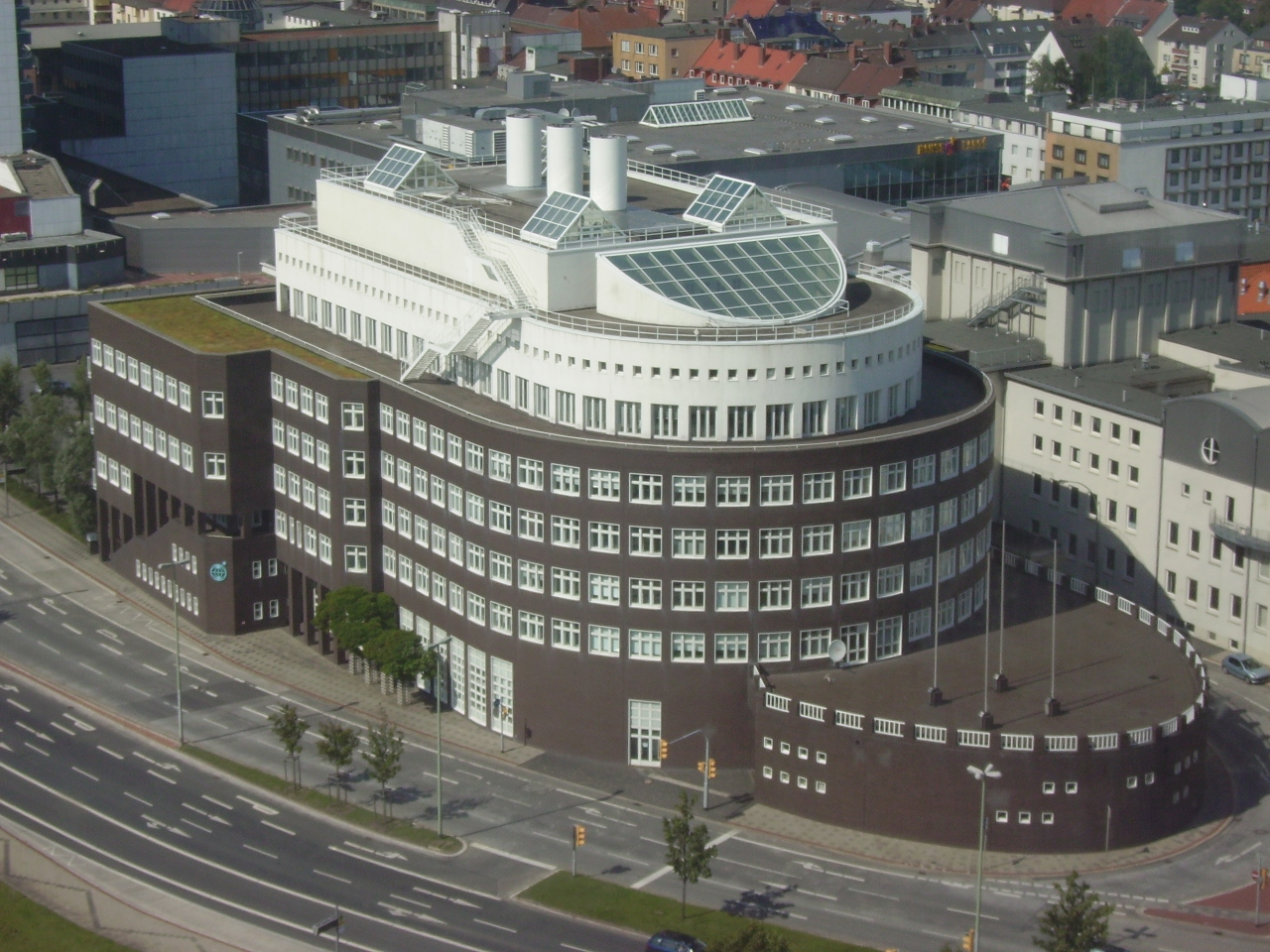
Budova AWI (Alfred-Wegener-Institut) v oblasti starého přístavu

Během války bylo město značně poničeno, mnoho obyvatel zemřelo. K 21. lednu 1947 bylo na základě Proklamace č. 3  americké vojenské správy rozhodnuto o sloučení měst Brémy a Wesermünde do jedné země, krátce potom rozhodla zemská vláda o přejmenování Wesermünde na Bremerhaven. V následujících letech sloužil Bremerhaven jako zásobovací přístav pro USA („Port of Embarkation“).

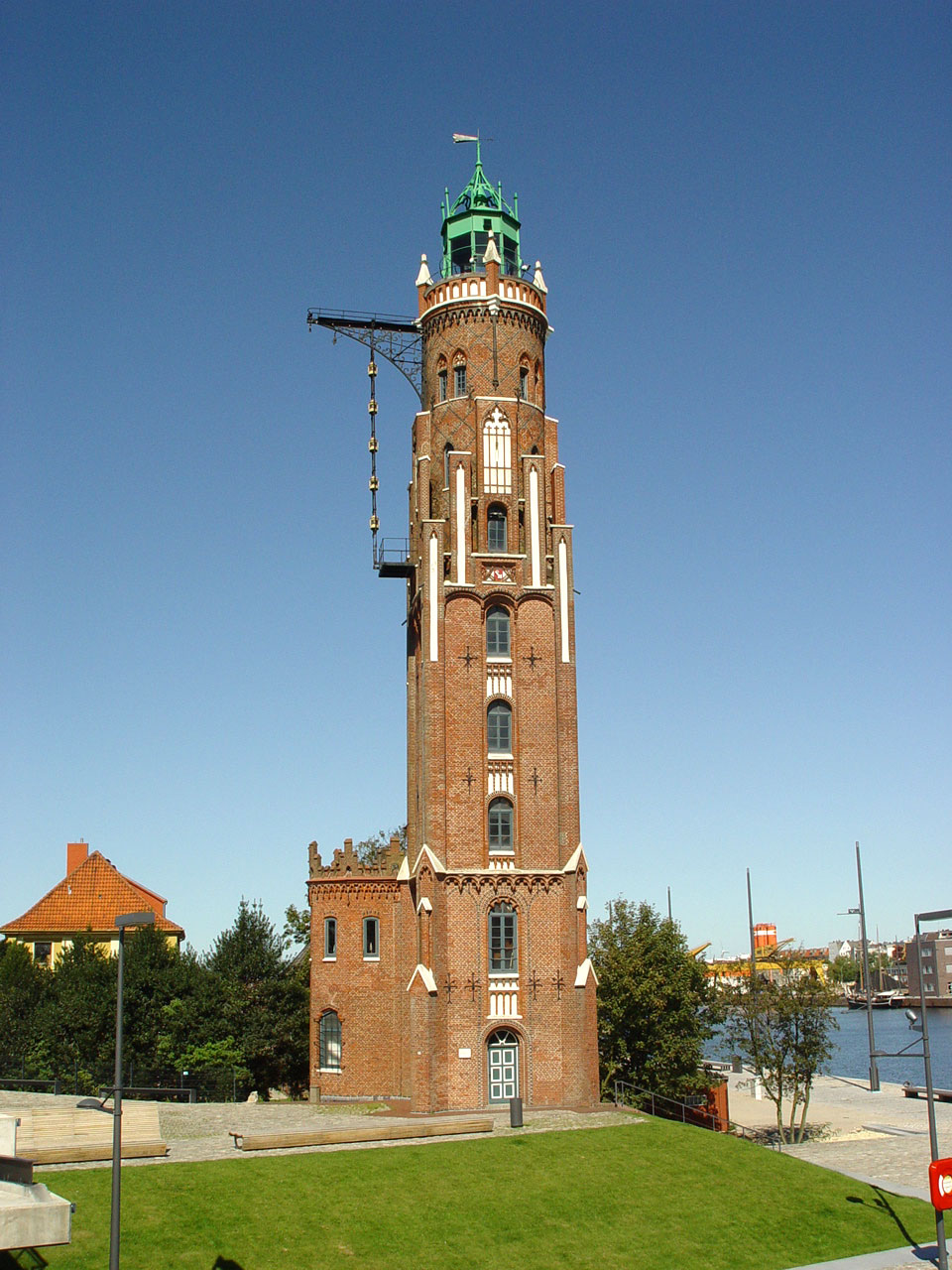
Velký maják z roku 1854 („Loschenturm“) u nového přístavu

Na základě hospodářských plánů "Bremerhaven 1958" uložil magistrát profesoru Ernstu Mayovi úkol vypracovat územní plán pro celé město. Plán byl doplněn hospodářskou zprávou profesora Isenberga a dopravním posudkem profesora Leibbrandta. Bremerhaven se i v dalších letech rozvíjel jako přístav.
Začátkem roku 1970 vznikla budova Columbus-Center (nákupní středisko, byty).
V roce 1973 zde bylo (podle Hanse Scharouna) postaveno Německé námořní muzeum ("Deutsches Schiffahrtsmuseum"), nejvýznamnější svého druhu v celém Německu.
Od roku 1975 funguje bremerhavenská vysoká škola, která se od té doby neustále rozvíjí. Gottfried Böhm navrhl centrální budovy.
V roce 1980 byl založen institut pro polární a mořský výzkum, pojmenovaný podle vědce Alfreda Wegenera - "Alfred-Wegener-Institut".
Roku 2005 vznikl "Deutsches Auswandererhaus", německé muzeum vystěhovalectví. O čtyři roky později byl otevřen Klimahaus Bremerhaven.

## Hospodářství

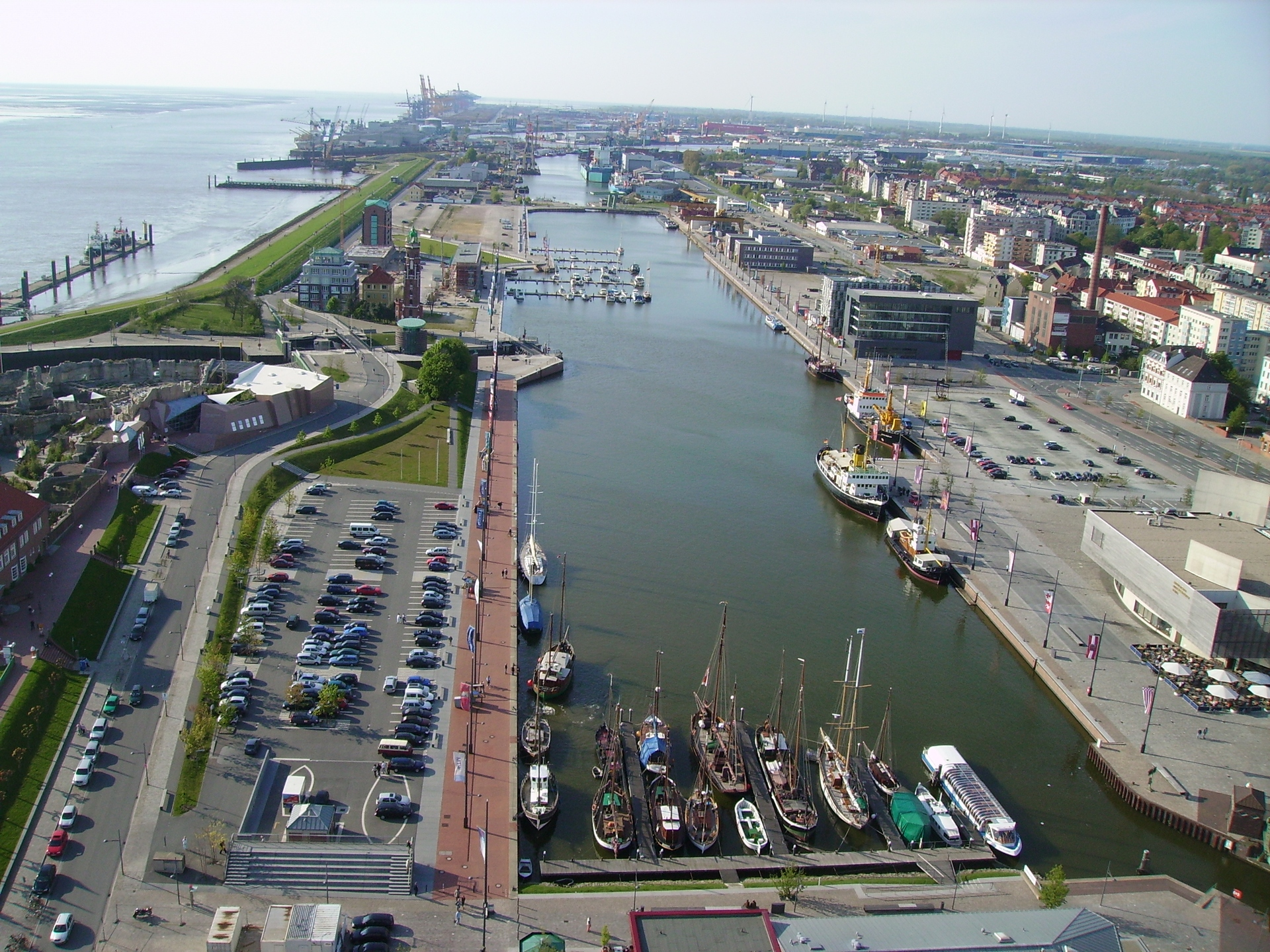
Pohled na nový přístav (Neuer Hafen)

Hospodářství města je od jeho počátku úzce spojeno s přístavem. I dnes mají hospodářská odvětví související s činností přístavu ve městě velký význam (např. překladiště, loděnice, zpracování ryb - firmy Deutsche See, Frosta, Nordsee GmbH).
Bremerhaven je rovněž významným překladištěm silničních vozidel. Do automobilového terminálu společnosti BLG Logistics Group o ploše asi 3 miliony metrů čtverečních se vejde 120 000 vozů. V roce 2007 činil počet odchozích a příchozích automobilů zhruba 2 miliony, čímž se Bremerhaven řadí na přední místa v Evropě. Většina dovážených aut přichází do Německa právě přes Bremerhaven.
Bremerhaven stále zůstává nejvýznamnějším rybářským přístavem Německa. Vysloužil si dokonce přezdívku Fishtown a obyvatelům se někdy přezdívá Fischköppe. V potravinářském průmyslu města má největší význam zpracování ryb, mražených potravin a v současnosti i jižní druhy ovoce (například banány), které se v areálu přístavu uskladňují a nechávají dozrát.
Město leží ve významné oblasti výroby energie větrnými elektrárnami.

## Partnerská města
- Adana, Turecko, 1959
- Baltimore, USA, 2007
- Frederikshavn, Dánsko, 1979
- Grimsby, Spojené království, 1963
- Cherbourg-Octeville, Francie, 1960
- Pori, Finsko, 1969
- Štětín, Polsko, 1990
- Kaliningrad, Rusko, 1992